# Vlag van Korjakië
De vlag van Korjakië werd op 13 juli 1998 aangenomen. De vlag bestaat uit drie gelijke verticale banen van lichtblauw, wit en lichtblauw. De kleuren van de vlag zijn ontleend aan de nationale vlag, en staan voor eenheid met Rusland, vriendschap en harmonie. Lichtblauw is de kleur van de lucht, vertegenwoordigt de wateren van de Zee van Ochotsk en de Beringzee die de kusten van het schiereiland Kamtsjatka en symboliseert de vele rivieren in de regio. Wit is verbonden met de begrippen hoog moreel begin, vrede, rust, welzijn en geluk. Het herinnert ook aan het klimaat van de regio die een groot deel van het jaar bedekt is met diepe sneeuw. In het midden van de witte streep staat het gestileerde kop van een rendier in rood. Dit vertegenwoordigt de basis van de landbouw in de regio, het fokken van rendieren.
Korjakië fuseerde met oblast Kamtsjatka op 1 juli 2007 tot kraj Kamtsjatka. Daarmee kwam de vlag te vervallen.